# 한주식

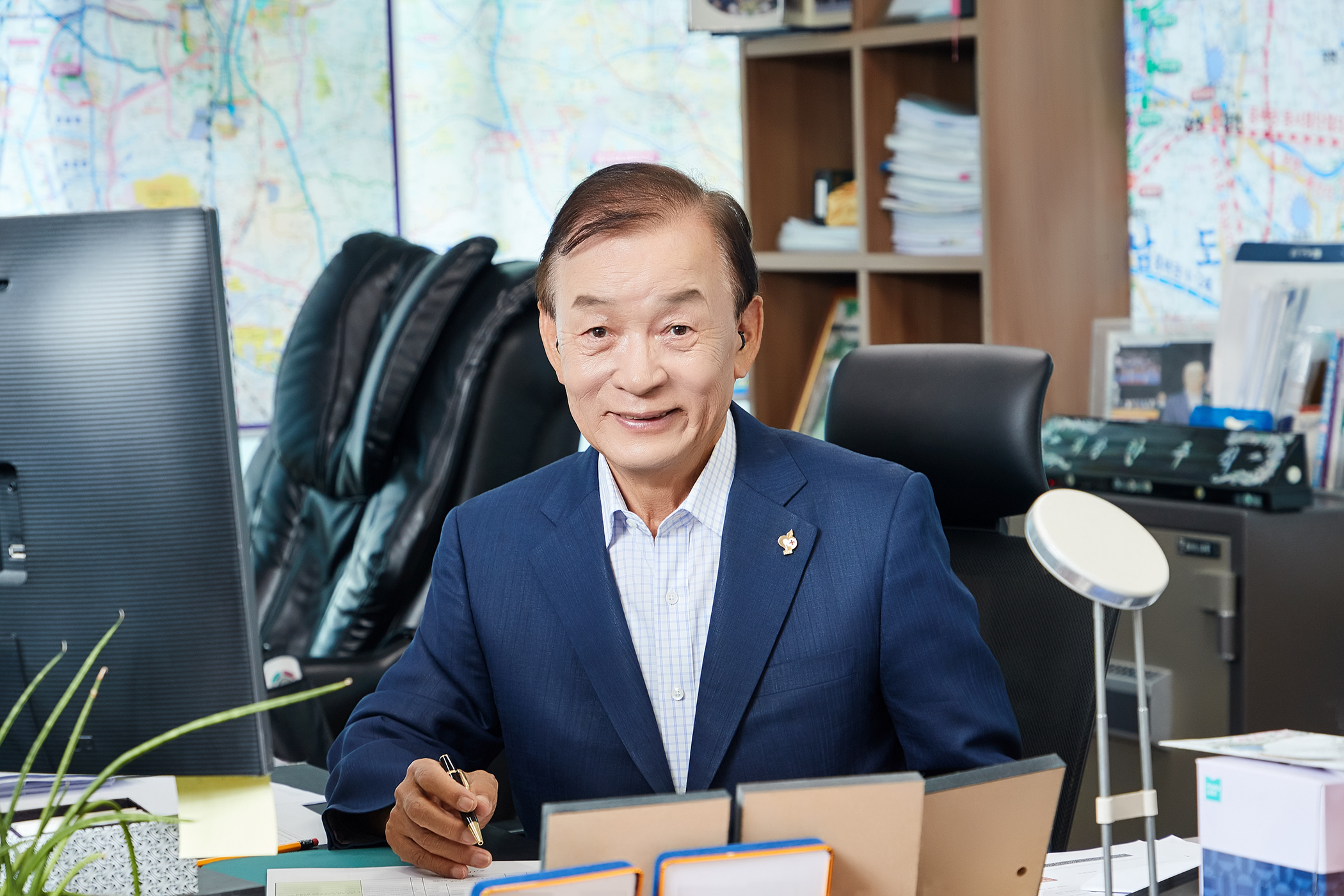
한주식 지산그룹 회장

한주식(韓周植, 1947년 2월 20일 ~ )은 대한민국의 기업인으로, 지산그룹의 창립자이자 회장이다. 부동산 개발, 건축, 지역 사회 공헌 등 다양한 분야에서 활동하며, 기업의 사회적 책임과 실용주의 리더십으로 주목을 받고 있다. 특히 기업의 사회환원을 강조하는 그는 현재 대한적십자사의 '레드크로스 피플 가족1호' 와, 사회복지공동모금회의 '아너소사이어티'에도 선정되기도 했다. 그가 역점을 둔 '디딤돌 기금'은 사회복지공동모금회에 설치된 기금으로 쓰고 또 써도 10억원을 유지하는 마르지 않는 복지기금으로 유명하다.

## 생애
한주식은 1947년 2월 20일 대한민국 경상북도 경주시에서 태어났다. 어려운 환경 속에서 성장하며 제도권 교육보다는 현장 경험을 중시하였고, 이른 나이에 부동산 개발 분야에 진출하였다. 국내 수위를 다투는 대규모 냉동창고인 남사물류터미널(용인시 남사면 처인성로 1027 소재)을 비롯해 송악냉동(당진시 송악읍 송악로 854) 등 수도권 인근에 4개의 냉동창고를 개발 운영하고 있으며, 연면적 12만 평 규모의 안성창고(안성시 대덕면 소동산길 3-29)등 대형 창고를 지어 수도권 물류에 적절한 기여를 하고 있다. 또한 지산그룹이 소유한 충북 진천군 문백면 파재로 77 소재 지산개발과, 인근의 진천피씨는 단일규모로는 국내 최대의 PC(precast concrete) 생산능력을 갖추고 있다.

## 경력
지산그룹은 산업용 부지, 물류센터, 데이터센터 등 다양한 용도의 개발사업을 중심으로 성장하였다. 특히 한 회장은 불합리한 건축 규제와 행정 시스템을 법률 해석과 실무 능력으로 돌파한 사례들로 알려져 있다. 건축법 부칙을 활용해 허가를 받아낸 “2미터 도로 끝에서 시작된 기적” 등의 경험은 관련 업계에서 큰 화제가 되었다.

## 철학과 사회 활동
한 회장은 “박수치면 떡 준다”는 철학 아래, 공사현장 노동자와 지역 주민에게 실질적인 혜택을 돌리는 구조를 만들고 있으며, 기업의 수익보다 사회 환원과 순환을 강조한다. 장애인 채용 및 복지에도 관심이 높으며, 장애인의 날 기념 강연 등에서 “차별 없는 동행”을 주장하였다.
또한 정치와 행정의 권위주의를 비판하고, 실력과 정의에 기반한 사회 시스템을 강조하는 글을 다수 발표하였다. 특히 민간심의제도의 한계, 인허가 비효율, 삼풍백화점 붕괴 사례를 들어 제도 개선을 촉구한 바 있다.

## 명예박사
2025년 4월, 한경국립대학교로부터 경영학 명예박사학위를 수여받았다. 해당 강연에서 그는 "실패한 제도가 장애보다 더 큰 장벽"이라며, 제도 밖의 실천과 리더십의 가치를 역설하였다.

## 주요 수상
- 2019년 11월 보건복지부장관 표창
- 2022년 04월 국무총리 표창
- 2023년 03월 기획재정부장관 표창

## 기타
한 회장은 “돌팔이”라는 표현을 자조적으로 수용하며, 제도 밖에서 문제를 해결하는 현장형 실력자를 자임하고 있다. 이는 비전문가임에도 현장성과 실행력으로 주도적인 성과를 낸 그의 철학을 보여주는 상징적 표현이다.
1. ↑   http://se-cu.com/ndsoft/error.html. 2025년 4월 22일에 확인함. |제목=이(가) 없거나 비었음 (도움말)